# Airborne Wandeltocht
De Airborne Wandeltocht is een herdenkingstocht in het kader van de Slag om Arnhem (september 1944). De tocht vindt jaarlijks op de eerste zaterdag van september plaats in Oosterbeek en omgeving. Het is een van de grootste internationale wandelevenementen. De wandeltocht wordt georganiseerd door de Politie Sport Vereniging 'Renkum'.

## Achtergrond
De eerste editie van de tocht vond plaats op 6 september 1947, toen onder de naam Airborne-mars. Politie Sport Vereniging ‘Renkum’ wilde hiermee de meer dan 1.700 Britse en Poolse soldaten eren die tijdens de Slag om Arnhem (september 1944) sneuvelden en veelal begraven liggen op de Airborne Begraafplaats. Er deden zo'n 2.000 wandelaars mee, waarvan 18 politiekorpsen. De naam van de mars werd later veranderd in 'Airborne Wandeltocht'; dit met toestemming van Roy Urquhart, commandant van de 1e Luchtlandingsdivisie. Vanaf de derde tocht mocht de organisatie het Pegasus-embleem gebruiken op de medailles die deelnemers uitgereikt kregen.

## Wandeltocht
Aanvankelijk was de netto-opbrengst bestemd voor invalide veteranen uit de Slag om Arnhem en voor nabestaanden van omgekomen soldaten die hierdoor de Airborneherdenkingen in Arnhem en omgeving kunnen bezoeken. Sinds 2011 zijn er daarnaast andere doelen, die niettemin wel moeten passen bij bepaalde beleidslijnen.
Er zijn vier afstanden die gelopen kunnen worden: 10, 15, 25 en 40 kilometer (40 km voor individuele wandelaars). Het beginpunt is sportpark Hartenstein, nabij het Airborne Museum.
In 2016 werd de Airborne Wandeltocht voor de zeventigste maal gehouden en liep er een recordaantal van 36.191 wandelaars mee, afkomstig uit meer dan twintig landen.
In 2020 werd de wandeltocht voor het eerst in haar bestaan afgelast vanwege coronamaatregelen. In 2021 ging de wandeltocht in een alternatieve vorm wel door.
De 75e editie van de wandeltocht werd gehouden op 3 september 2022 met ruim 28.000 wandelaars. Bij de tocht van 2024 waren nog acht Britse veteranen aanwezig.

## Galerij

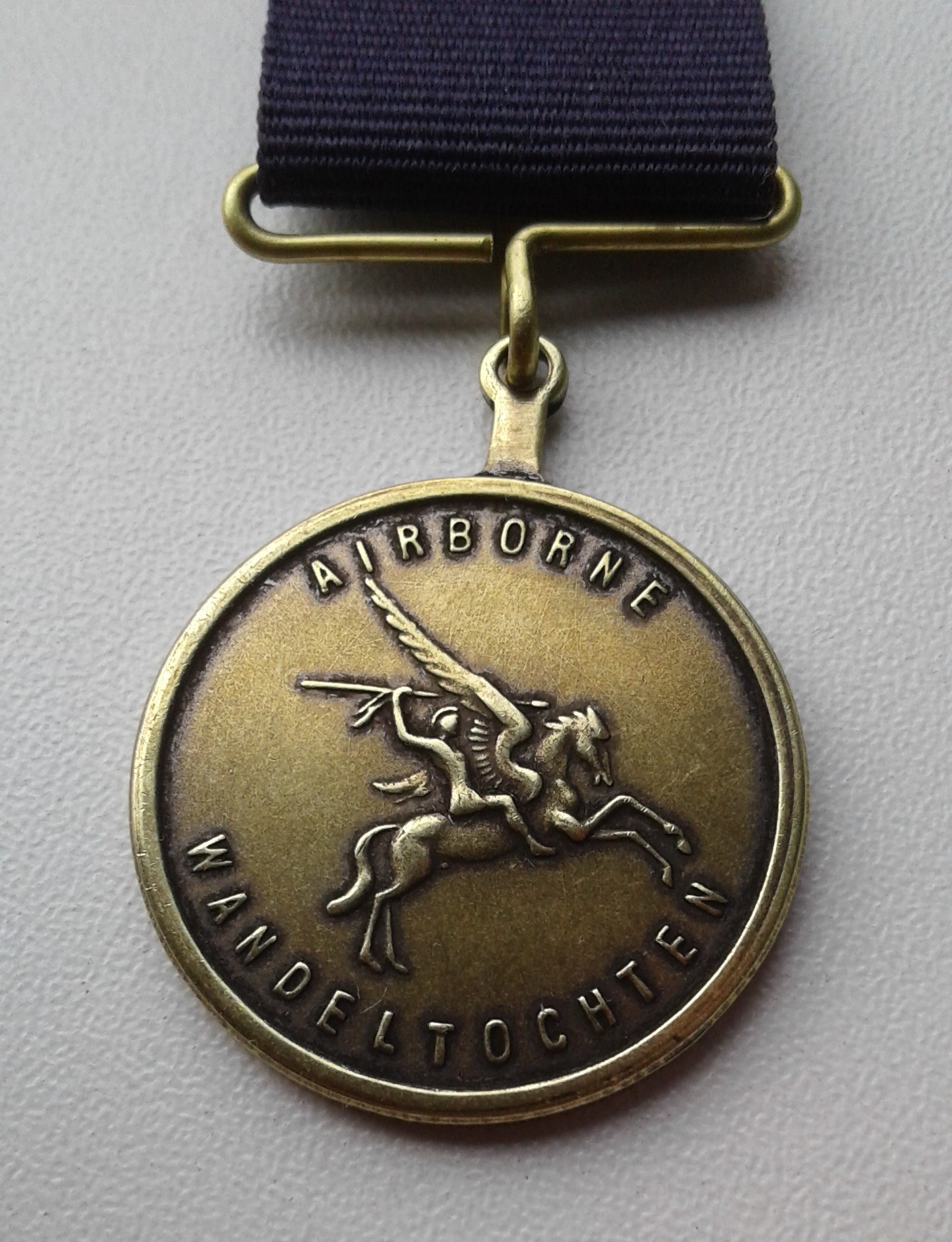
Medaille met Pegasus-insigne (gebaseerd op insigne 1st Airborne Division).
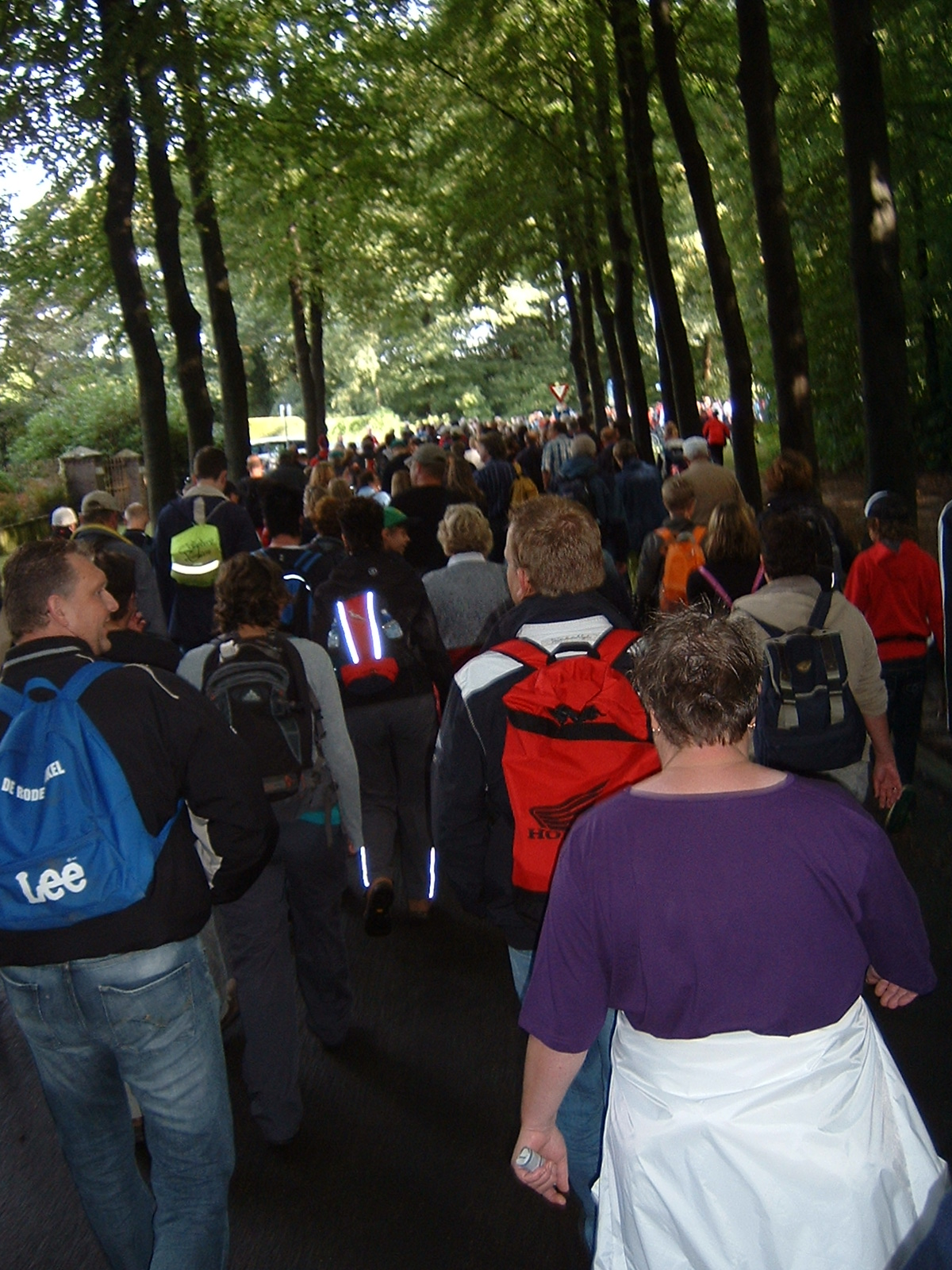
Route door het bos
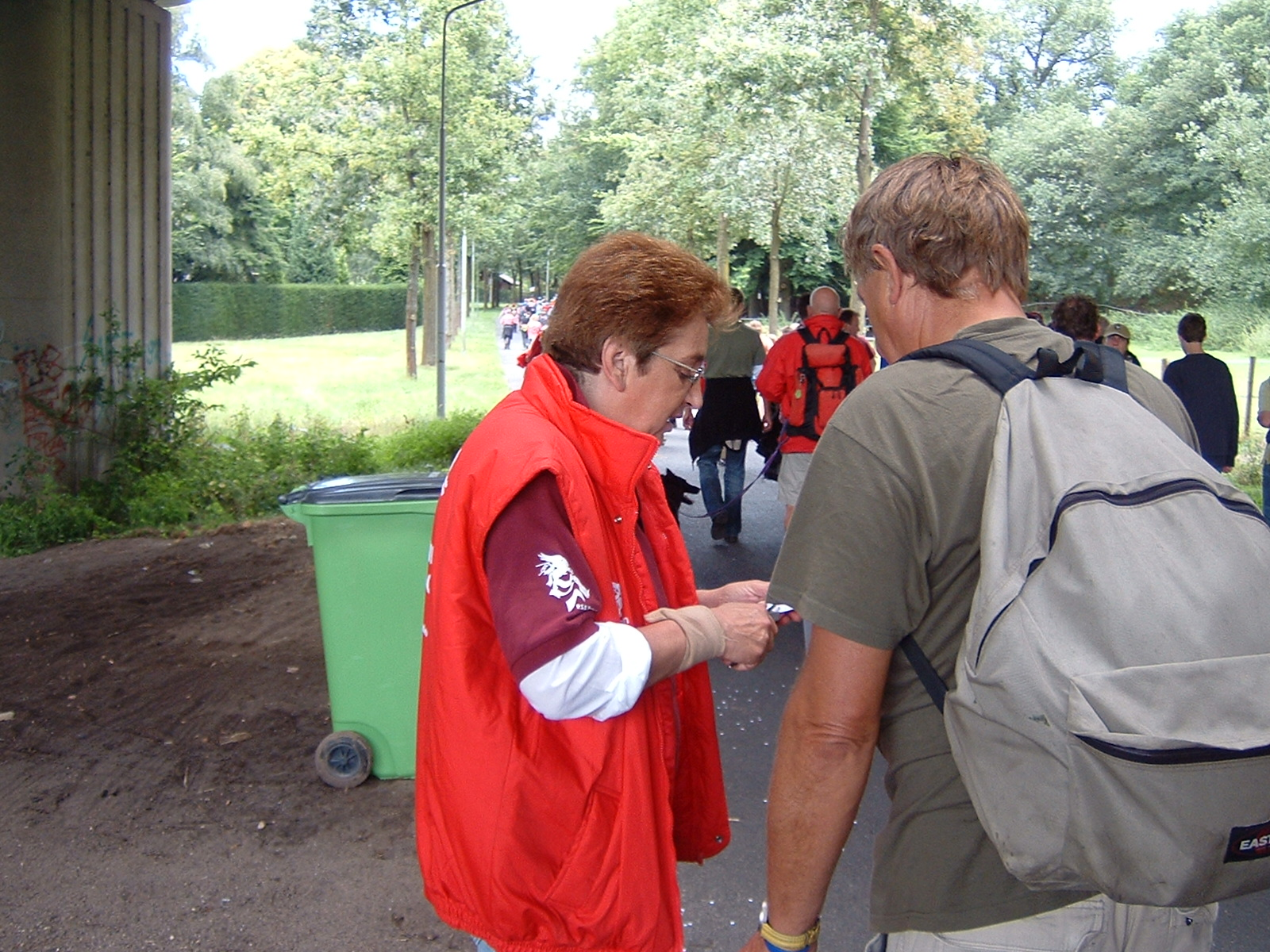
Controlepost